# 2021年バーレーングランプリ
2021年バーレーングランプリ (2021ねんバーレーングランプリ、英語: 2021 Bahrain Grand Prix) は、2021年のF1世界選手権の開幕戦として、2021年3月28日にバーレーン・インターナショナル・サーキットのグランプリ・トラックで開催された。
正式名称は「Formula 1 Gulf Air Bahrain Grand Prix 2021」。

## 背景
新型コロナウイルス感染症の世界的流行による影響
本レースは2020年12月時点では3月28日に第2戦として開催される予定であったが、同予定発表後にオーストラリア政府が新型コロナウイルス感染症の拡大防止のための入国時に厳格な措置を取る方針を表明したことを受け、2021年1月12日、運営はカレンダーの改訂を発表。開幕戦の予定であったオーストラリアグランプリが11月へ延期された（他の情報は2021年のF1世界選手権#開催地・年間スケジュールを参照）。一方でバーレーンGPの開催は予定通りとなったため、バーレーンGPが2021年シーズンの開幕戦を担うこととなった。また、バーレーンGPが開幕戦を担うのは3度目であり、2010年以来のシーズン開幕の舞台となった。2010年の開幕戦バーレーンGPとは違い、グランプリトラックであり時間帯も夜間のレースとなっている。
タイヤ
本レースでピレリが持ち込むドライ用タイヤのコンパウンドはハード（白）：C2、ミディアム（黄）：C3、ソフト（赤）：C4の組み合わせ。

## エントリー
2020年からの変更点を示す。マシンはタイプ名が変更されたものの、基本的に前年度のシャシーが持ち越された。
チーム名称変更
- レーシング・ポイントがアストンマーティンに名称変更[6]。アストンマーティンのF1参戦は1960年以来61年ぶり[7]。
- ルノーがアルピーヌに名称変更。ルノーはパワーユニットサプライヤーとしてF1に残る[8]。

パワーユニット変更
- マクラーレンはパワーユニットをルノーからメルセデスに変更[9]。

ドライバーラインナップ変更
- レッドブルはアレクサンダー・アルボンに代わってセルジオ・ペレスがレーシング・ポイントから加入。アルボンはリザーブドライバーとしてレッドブルに残留[10]。
- マクラーレンはカルロス・サインツJr.に代わってダニエル・リカルドがルノーから加入[11]。
- アストンマーティンはペレスに代わってセバスチャン・ベッテルがフェラーリから加入[12]。
- アルピーヌはリカルドに代わってフェルナンド・アロンソが2018年以来3年ぶりのF1復帰[13]。
- フェラーリはベッテルに代わってサインツがマクラーレンから加入[14]。
- アルファタウリはダニール・クビアトに代わって2020年のF2でランキング3位の角田裕毅を起用。日本人ドライバーのF1参戦は2014年の小林可夢偉（当時ケータハム）以来7年ぶり[15]。
- ハースはロマン・グロージャンとケビン・マグヌッセンに代わってニキータ・マゼピンとミック・シューマッハの新人2人を起用[16][17]。

## 予選
2021年3月27日 18:00 AST(UTC+3)
- 気温30度、路面温度35度、ドライコンディション（以下の内容はこの出典を参照[20]）

レッドブル・ホンダのマックス・フェルスタッペンが昨年王者ルイス・ハミルトン（メルセデス）に約0.4秒の差をつけ、ポールポジションを獲得。年をまたぐ形ではあるがキャリア初の2戦連続ポールポジション獲得となった。また、この年デビューの新人ドライバー3人のデビュー戦での予選結果は、角田裕毅がQ2敗退の13番手、ミック・シューマッハはQ1敗退の19番手、ニキータ・マゼピンはQ1敗退の20番手という結果となった（ただし、後述のベッテルの件により、決勝ではシューマッハおよびマゼピンはグリッドが一つずつ上がったうえでスタートする）。
なお、アストンマーティン移籍後初レースとなるセバスチャン・ベッテルは、Q1でニキータ・マゼピン（ハース）がターン1でコースアウトしたため掲示されたダブルイエローフラッグを無視したと判断され5グリッド降格となり、最後尾グリッドからスタートする。

### 予選結果
| 順位                | No. | ドライバー                   | コンストラクター              | Q1       | Q2       | Q3       | Grid |
| ------------------- | --- | ---------------------------- | ----------------------------- | -------- | -------- | -------- | ---- |
| 1                   | 33  | マックス・フェルスタッペン   | レッドブル-ホンダ             | 1:30.499 | 1:30.318 | 1:28.997 | 1    |
| 2                   | 44  | ルイス・ハミルトン           | メルセデス                    | 1:30.617 | 1:30.085 | 1:29.385 | 2    |
| 3                   | 77  | バルテリ・ボッタス           | メルセデス                    | 1:31.200 | 1:30.186 | 1:29.586 | 3    |
| 4                   | 16  | シャルル・ルクレール         | フェラーリ                    | 1:30.691 | 1:30.010 | 1:29.678 | 4    |
| 5                   | 10  | ピエール・ガスリー           | アルファタウリ-ホンダ         | 1:30.848 | 1:30.513 | 1:29.809 | 5    |
| 6                   | 3   | ダニエル・リカルド           | マクラーレン-メルセデス       | 1:30.795 | 1:30.222 | 1:29.927 | 6    |
| 7                   | 4   | ランド・ノリス               | マクラーレン-メルセデス       | 1:30.902 | 1:30.099 | 1:29.974 | 7    |
| 8                   | 55  | カルロス・サインツ           | フェラーリ                    | 1:31.653 | 1:30.009 | 1:30.215 | 8    |
| 9                   | 14  | フェルナンド・アロンソ       | アルピーヌ-ルノー             | 1:30.863 | 1:30.595 | 1:30.249 | 9    |
| 10                  | 18  | ランス・ストロール           | アストンマーティン-メルセデス | 1:31.261 | 1:30.624 | 1:30.601 | 10   |
| 11                  | 11  | セルジオ・ペレス             | レッドブル-ホンダ             | 1:31.165 | 1:30.659 |          | 11   |
| 12                  | 99  | アントニオ・ジョヴィナッツィ | アルファロメオ-フェラーリ     | 1:30.998 | 1:30.708 |          | 12   |
| 13                  | 22  | 角田裕毅                     | アルファタウリ-ホンダ         | 1:30.607 | 1:31.203 |          | 13   |
| 14                  | 7   | キミ・ライコネン             | アルファロメオ-フェラーリ     | 1:31.547 | 1:31.238 |          | 14   |
| 15                  | 63  | ジョージ・ラッセル           | ウィリアムズ-メルセデス       | 1:31.316 | 1:33.430 |          | 15   |
| 16                  | 31  | エステバン・オコン           | アルピーヌ-ルノー             | 1:31.724 |          |          | 16   |
| 17                  | 6   | ニコラス・ラティフィ         | ウィリアムズ-メルセデス       | 1:31.936 |          |          | 17   |
| 18                  | 5   | セバスチャン・ベッテル       | アストンマーティン-メルセデス | 1:32.056 |          |          | 20 1 |
| 19                  | 47  | ミック・シューマッハ         | ハース-フェラーリ             | 1:32.449 |          |          | 18   |
| 20                  | 9   | ニキータ・マゼピン           | ハース-フェラーリ             | 1:33.273 |          |          | 19   |
| 107% time: 1:36.833 |     |                              |                               |          |          |          |      |
| ソース:             |     |                              |                               |          |          |          |      |

追記
- ^1 - ベッテルはQ1での黄旗無視により5グリッド降格及びペナルティポイント3点が加算された（合計3点）[22][25]

## 決勝
2021年3月28日 18:00 AST(UTC+3)
- 気温20.6度、路面29.5度、ドライコンディション（以下の内容はこれらの出典を参照[26][27]）。

2番手スタートのルイス・ハミルトンがレース戦略でポールポジションのマックス・フェルスタッペンを逆転し、優勝する結果となった。この年デビューの新人ドライバー3人のデビュー戦での決勝成績は、角田裕毅が9位でチェッカーを受け、キャリア初入賞を記録し、F1の歴史で日本人F1ドライバーとしては初のデビュー戦入賞となった。ミック・シューマッハはチェッカーを受けた中では最下位となってしまったが、キャリア初完走となった。一方でニキータ・マゼピンはオープニングラップ（1周目）で単独クラッシュしリタイアという結果となった。
一方でバルテリ・ボッタスはハミルトンとフェルスタッペンに35秒以上の差を付けられ3位で終わるも、ファステストラップボーナスポイントを手にした。セバスチャン・ベッテルはターン1でエステバン・オコンに追突した件の責任を問われ10秒加算のタイムペナルティとペナルティポイント2点加算処分が課された。ただし、ベッテルと後ろのマシンの差が10秒以上あったため、それに伴う順位変動は起きていない。一方でベッテルは予選と決勝でのペナルティポイントにより、累計5点となり、シーズン中に失効するペナルティポイントの分がないため、当面の間、1レースの出場停止処分にも注意する必要となった。
レース終了後、トラックリミットの扱いに関して不明確な点について、多少物議を招いた。同GPでは今回議論の争点の一つとなったターン4も含め、フリー走行と予選はラップタイムが抹消されるトラックリミットの監視が実施されていることが明記されていた。一方で決勝はトラックリミットに該当するような行為は可能な限り避けることという扱いとなっており、スタート前の段階では監視の有無やトラックリミット違反が起きた場合のペナルティの有無が不明確であったため、各チームこの解釈を巡り混乱する事態となった。しかも、レース開始後にトラックリミット違反が複数回発生したことを受け、レース中盤に審判団からトラックリミット違反が続く場合、何らかの警告を行うという方針が突然宣言されたことも各チームの混乱に拍車をかけた。FIAはレース後の取材でコース外走行で利益を明確に得た場合はペナルティの審議対象であり、トラックリミット違反も常に監視していたと解説。また、トラックリミットの疑惑があった者に関しては、意図的な行為ではなく、突発的な出来事であり、ドライバーらはコース上を走ることを順守していたと主張し、必要に応じて警告する方針であったとコメントした。ただし、メディアの取材でも解説されたように、そういった方針であったことが明言されたのはレース中盤からであり、規則が適切に運用されたかを巡り、チームも含め懐疑的なコメントが出た。そのため、レース終盤、セクター1、特にターン4でフェルスタッペンがトラックリミットを超え、コース外を走行する形でハミルトンを追い抜いたことに関しては、フェルスタッペンがコース外走行での追い抜きやそれに伴い利益を得た形となったため、順位の入れ替えが実施された点については整合性が取れていたものの、トラックリミット違反が起きたドライバーに関する扱いは不明確なままGPは終了した。そのため、レース前にルールが不明確な事態を起こしたことや結果的にレース中にルールの解釈の変更を実施したため、FIAの対応に物議を醸すこととなった。

### レース結果
| 順位    | No. | ドライバー                   | コンストラクター              | 周回数 | タイム/リタイア原因 | Grid | Pts. |
| ------- | --- | ---------------------------- | ----------------------------- | ------ | ------------------- | ---- | ---- |
| 1       | 44  | ルイス・ハミルトン           | メルセデス                    | 56     | 1:32:03.897         | 2    | 25   |
| 2       | 33  | マックス・フェルスタッペン   | レッドブル-ホンダ             | 56     | +0.745              | 1    | 18   |
| 3       | 77  | バルテリ・ボッタス           | メルセデス                    | 56     | +37.383             | 3    | 16FL |
| 4       | 4   | ランド・ノリス               | マクラーレン-メルセデス       | 56     | +46.466             | 7    | 12   |
| 5       | 11  | セルジオ・ペレス             | レッドブル-ホンダ             | 56     | +52.047             | PL1  | 10   |
| 6       | 16  | シャルル・ルクレール         | フェラーリ                    | 56     | +59.090             | 4    | 8    |
| 7       | 3   | ダニエル・リカルド           | マクラーレン-メルセデス       | 56     | +66.004             | 6    | 6    |
| 8       | 55  | カルロス・サインツ           | フェラーリ                    | 56     | +67.100             | 8    | 4    |
| 9       | 22  | 角田裕毅                     | アルファタウリ-ホンダ         | 56     | +85.692             | 13   | 2    |
| 10      | 18  | ランス・ストロール           | アストンマーティン-メルセデス | 56     | +86.713             | 10   | 1    |
| 11      | 7   | キミ・ライコネン             | アルファロメオ-フェラーリ     | 56     | +88.864             | 14   |      |
| 12      | 99  | アントニオ・ジョヴィナッツィ | アルファロメオ-フェラーリ     | 55     | +1 Lap              | 12   |      |
| 13      | 31  | エステバン・オコン           | アルピーヌ-ルノー             | 55     | +1 Lap              | 16   |      |
| 14      | 63  | ジョージ・ラッセル           | ウィリアムズ-メルセデス       | 55     | +1 Lap              | 15   |      |
| 15      | 5   | セバスチャン・ベッテル       | アストンマーティン-メルセデス | 55     | +1 Lap2             | 20   |      |
| 16      | 47  | ミック・シューマッハ         | ハース-フェラーリ             | 55     | +1 Lap              | 18   |      |
| 17†     | 10  | ピエール・ガスリー           | アルファタウリ-ホンダ         | 52     | フロアダメージ      | 5    |      |
| 18†     | 11  | ニコラス・ラティフィ         | ウィリアムズ-メルセデス       | 51     | ハンドリング        | 17   |      |
| Ret     | 14  | フェルナンド・アロンソ       | アルピーヌ-ルノー             | 32     | ブレーキ            | 9    |      |
| Ret     | 9   | ニキータ・マゼピン           | ハース-フェラーリ             | 0      | アクシデント        | 19   |      |
| ソース: |     |                              |                               |        |                     |      |      |

追記
- ^FL - ファステストラップの1点を含む
- † - リタイアだが、90%以上の距離を走行したため規定により完走扱い
- ^1 - ペレスはフォーメーションラップ中にマシントラブルでコース上に停止し、グリッドに付けなかったためピットレーンスタート[43]
- ^2 - ベッテルはターン1でオコンに追突した件の責任を問われ、10秒加算ペナルティとペナルティポイント2点が科せられた[44][32]

ファステストラップ
- バルテリ・ボッタス - 1:32.090 (56周目)

ラップリーダー
太字は最多ラップリーダー
- マックス・フェルスタッペン - 29周 (1 - 17, 28 - 39)
- ルイス・ハミルトン - 27周 (18 - 27, 40 - 56)

達成された主な記録
- ドライバー
  - 初出走/初完走/初入賞: 角田裕毅
  - 初出走/初完走: ミック・シューマッハ

## 第1戦終了時点のランキング
| 順位    | ドライバー                 | ポイント |
| ------- | -------------------------- | -------- |
| 1       | ルイス・ハミルトン         | 25       |
| 2       | マックス・フェルスタッペン | 18       |
| 3       | バルテリ・ボッタス         | 16       |
| 4       | ランド・ノリス             | 12       |
| 5       | セルジオ・ペレス           | 10       |
| ソース: |                            |          |

| 順位    | コンストラクター       | ポイント |
| ------- | ---------------------- | -------- |
| 1       | メルセデス             | 41       |
| 2       | レッドブル・ホンダ     | 28       |
| 3       | マクラーレン           | 18       |
| 4       | フェラーリ             | 12       |
| 5       | アルファタウリ・ホンダ | 2        |
| ソース: |                        |          |

- 注：ドライバー、コンストラクター共にトップ5のみ表示。